# 1,5-Ciklooktadien
1,5-Ciklooktadien (skr. COD) je organsko jedinjenje sa hemijskom formulom . Ovaj dien je koristan prekurzor drugih organskih jedinjenja i služi kao ligand u organometalnoj hemiji.

## Sinteza
1,5-Ciklooktadien se može pripremiti dimerizacijom butadiena u prisustvu nikl katalizator. Nusproizvod je vinilcikloheksen. Približno 10,000 tona je proizvedeno 2005.

## Organske reakcije
COD reaguje sa borom i daje 9-borabiciklo[3.3.1]nonan, koji je poznat kao 9-BBN. Ovaj reagens se koristi u organskoj hemiji u hidroboraciji:
COD dodaje SCl2 (ili slične reagense) i daje 2,6-dihloro-9-thiabiciklo[3.3.1]nonan:
Rezultujući dihlorid se može dalje modifikovati kao di-azid ili di-cijano derivat u nukleofilnoj supstituciji.

## Literatura
1. ↑  „AC1L1QCE - Compound Summary”. PubChem Compound. USA: National Center for Biotechnology Information. 26. 3. 2005. Identification and Related Records. Приступљено 14. 10. 2011.
2. ↑   уреди
3. ↑  Evan E. Bolton; Yanli Wang; Paul A. Thiessen; Stephen H. Bryant (2008). „Chapter 12 PubChem: Integrated Platform of Small Molecules and Biological Activities”. Annual Reports in Computational Chemistry. 4: 217—241. doi:10.1016/S1574-1400(08)00012-1.
4. ↑  John A. Soderquist and Alvin Negron (1998). „9-Borabicyclo[3.3.1]nonane Dimer”. Org. Synth.; Coll. Vol., 9, стр. 95
5. ↑  Roger Bishop. „9-Thiabicyclo[3.3.1]nonane-2,6-dione”. Org. Synth.; Coll. Vol., 9, стр. 692Díaz, David Díaz; Converso, Antonella; Sharpless, K. Barry; Finn, M. G. (2006). „2,6-Dichloro-9-thiabicyclo[3.3.1]nonane: Multigram Display of Azide and Cyanide Components on a Versatile Scaffold” (PDF). Molecules. 11 (4): 212—218. doi:10.3390/11040212.

## Spoljašnje veze
- 1,5-Ciklooktadien Архивирано на веб-сајту  (16. децембар 2020)